# Ржавський Олександр Миколайович
Олекса́ндр Микола́йович Ржа́вський (30 січня 1959, Краматорськ — 27 березня 2022, Буча, Київська область) — проросійський український політик, голова партії «Єдина родина», нардеп України III скл. з березня 1998 по квітень 2002 (обраний від 46 виборчого округу — Артемівськ, Красний Луч, Донецької області), президент корпорації «Корал». Брав участь у виборах Президента України 1999 року (набрав 0,37 % голосів виборців) і 2004 року (був номінований на них Всеукраїнським політичним об'єднанням «Єдина Родина», набрав 0,03 % голосів).

## Біографія
Народився 30 січня 1959 року в Краматорську Сталінської області УРСР. Українець.

## Родина
Батько — Микола Дем'янович, заводський робітник
мати — Аліса Миколаївна, вчителька математики

## Освіта
Паралельно навчанню у загальноосвітній школі закінчив музичну школу за класом фортепіано, грав у шкільному ансамблі. Кандидат у майстри спорту з плавання.
1976 року — поїхав до Одеси, де після року навчання в Одеському вищому інженерно — морському училищі влаштувався матросом на рибальський траулер «Антарктика».
Через рік був призваний до армії. Перед призовом одружився. За словами Ржавського, із дружиною Ларисою він познайомився в автобусі, де відігнав від неї хулігана. Після демобілізації працював шліфувальником та за іншими спеціальностями, які потребують високої кваліфікації.
У 1985 році — вступив до Полтавського кооперативного інституту, який закінчив у 1991 році — економіст.

## Кар'єра
У 1980—1981 роках — майстер ПТУ № 68.
1981 року — електромонтер Краматорський завод важкого верстатобудування.
1981—1984 рр. — вибійник шахтоуправління «Янівська» виробничого об'єднання «Донбассантрацит», м. Красний Луч Луганської області. Нагороджений нагрудним знаком «Шахтарська слава» ІІІ ступеня. Після серйозної травми ноги залишив шахту та перейшов працювати заготівельником до Антрацитівського міського споживчого товариства.
1989 року — зареєстрував перше в Україні приватне підприємство.
1989—1996 рр. — президент виробничого кооперативного. об'єднання «Корал», науково-виробничої фірми «Корал», приватної фірми «Корал», ВАТ «Промислова група „Корал“», м. Красний Луч Луганської обл. Один із напрямків — розробка машин для виробництва будівельних матеріалів, для чого було відкрито три конструкторські бюро.
1996 року — заступник голови правління «Монтажспецбанк».
З вересня 1997 року по грудень 1997 року — заступник голови АКБ «Корал-банк»
З грудня 1997 року по квітень 1998 року — виконуючий обов'язків голови правління, президент АКБ «Корал-банк».
Кілька разів, змінивши назву, об'єднання «Корал» існує і тепер. За словами самого Ржавського, «фірм, яких я маю пряме ставлення, десь близько п'ятдесяти».

## Політика
Після успішного початку своєї підприємницької кар'єри почав брати участь у політиці.
У 1997 році заснував громадську організацію «Єдина родина» (Єдина батьківщина), яку і очолив. У 1998 році висунув свою кандидатуру на посаду народного депутата України у мажоритарному виборчому окрузі № 46 у Донецькій області).
У 1998 році Олександра Ржавського було обрано до Верховної Ради України. Він набрав 26,39 % голосів виборців, випередивши 17 інших кандидатів.
У парламенті Ржавський обійняв посаду спочатку члена Комітету з питань молодіжної політики, фізичної культури, спорту та туризму, а з лютого 2000 року — першого заступника голови.
У лютому 1999 року «Єдина сім'я» була перетворена на політичну партію Всеукраїнське об'єднання «Єдина сім'я» та Олександр Ржавський був обраний її главою.
31 жовтня 1999 року — брав участь у першому турі президентських виборів.
Напередодні парламентських виборів 31 березня 2002 року Олександр Ржавський ініціював створення виборчого блоку «За Ющенка!».
Він і очолив виборчий список зареєстрованого 11 січня 2002 року, залишивши Ющенка без першого місця. Проте після судового позову самого Віктора Ющенка, який уже очолив список Блоку «Наша Україна», 14 лютого того ж року Блок «За Ющенка!» було знято з реєстрації.
31 жовтня 2004 року — брав участь у першому турі президентських виборів. Другим пунктом програми був намір навести порядок у країні за допомогою методів російського президента Володимира Путіна, третім — відмова від армії.
На парламентських виборах 26 березня 2006 року Ржавський виступав під номером 1 виборчого списку Блоку безпартійних «Сонце», який не подолав прохідний бар'єр у 3 %
У 2006 році — голова Київської міської державної адміністрації Леонід Черновецький запропонував Олександру Ржавському стати спочатку своїм радником, а згодом і заступником з питань житлово-комунального господарства. На посаді виконувача обов'язків заступника Ржавський виступив з ініціативою підвищення зарплат працівникам ЖЕКів, одночасно розширивши коло їхніх обов'язків, зокрема, додавши до них охорону громадського порядку та участь у диспетчерських службах швидкого реагування. Крім того, Ржавський виступив з оригінальною ініціативою запровадження «комунальної картки» для тих, хто проживає у Києві, не маючи реєстрації.
На його думку, з впровадженням такої картки щомісяця місто могло б додатково отримувати близько 20 млн грн. Проте, КМДА від цієї ініціативи відмовилася, назвавши її «особистою думкою та ініціативою Ржавського».
28 липня 2007 року Ржавський потрапив у серйозну ДТП, переніс кілька операцій, і на період відновлення відійшов від активної політичної діяльності.

## Смерть
27 березня 2022 року під час повномасштабного вторгнення військ рф до України, Ржавський був розстріляний російськими окупантами в своєму будинку в Бучі на Київщині.